# Pirata turrialbicus
Pirata turrialbicus este o specie de păianjeni din genul Pirata, familia Lycosidae, descrisă de Wallace și Exline, 1978. Conform Catalogue of Life specia Pirata turrialbicus nu are subspecii cunoscute.